# Llista d'ocells de les Illes Pitcairn
Aquesta llista d'ocells de les Illes Pitcairn inclou totes les espècies d'ocells trobats a les Illes Pitcairn: 43, de les quals 5 són endemismes d'aquestes illes.
Els ocells s'ordenen per ordre i família.

## Procellariiformes

### Diomedeidae
- Diomedea exulans
- Thalassarche melanophris
- Thalassarche bulleri

### Procellariidae
- Macronectes giganteus
- Daption capense
- Pterodroma macroptera
- Pterodroma lessonii
- Pterodroma alba
- Pterodroma ultima
- Pterodroma neglecta
- Pterodroma arminjoniana
- Pterodroma atrata
- Procellaria aequinoctialis
- Puffinus pacificus
- Puffinus nativitatis

### Hydrobatidae
- Pelagodroma marina

## Pelecaniformes

### Phaethontidae
- Phaethon rubricauda
- Phaethon lepturus

### Sulidae
- Sula dactylatra
- Sula sula
- Sula leucogaster

### Fregatidae
- Fregata minor
- Fregata ariel

## Ciconiiformes

### Ardeidae
- Egretta sacra

## Gruiformes

### Rallidae
- Porzana tabuensis
- Porzana atra

## Charadriiformes

### Charadriidae
- Pluvialis fulva

### Scolopacidae
- Numenius tahitiensis
- Heterosceles incanus
- Calidris alba

### Laridae
- Larus atricilla

### Sternidae
- Sterna lunata
- Sterna fuscata
- Anous minutus
- Anous stolidus
- Procelsterna cerulea
- Procelsterna albivitta
- Gygis alba

## Columbiformes

### Columbidae
- Ptilinopus insularis

## Psittaciformes

### Psittacidae
- Vini stepheni

## Cuculiformes

### Cuculidae
- Eudynamys taitensis

## Passeriformes

### Sylviidae
- Acrocephalus vaughani
- Acrocephalus taiti[1]